# 카페 모카

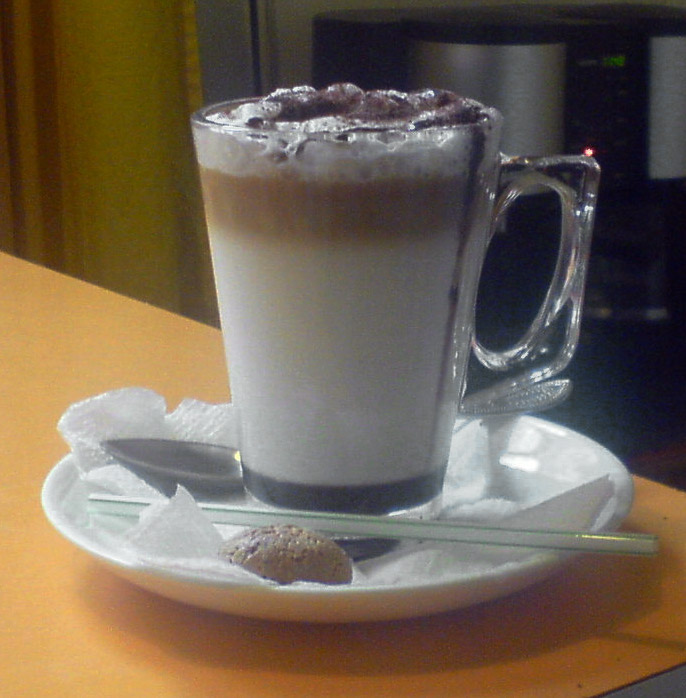
카페모카

카페 모카(이탈리아어: caffè mocha, café mocha) 또는 모카치노(이탈리아어: mocaccino)는 에스프레소, 우유에 초콜릿 시럽을 넣은 커피 음료이다. 기호에 따라 크림을 추가하기도 한다. 카페모카라는 이름은 예멘의 모카에서 수입한 커피콩으로 만들었기 때문에 붙여진 이름이다. 예멘의 모카에서 만들어진 커피콩은 예로부터 특유의 초콜릿 향이 난다고 하여 그 때의 향을 되살리기 위해 초콜릿 시럽을 첨가한다고 알려져 있다.